# Gilles Latulippe
Gilles Latulippe (Montreal, 31 de agosto de 1937 – Montreal, 23 de septiembre de 2014) fue un actor, cómico, representante y director de teatro canadiense. Latulippe fue una figura central en la historia de la comedia del Quebec. En 1998, fue nombrado como el actor favorito del Quebec según el periódico Le Journal de Montréal.

## Carrera
Latulippe estudió teatro teniendo de profesor al actor François Rozet. Allí coincidió con Paul Buissonneau que le ofreció sus primeros papeles. Gratien Gélinas se dio cuenta de su talento y le dio un papel en "Bousille et les justes" en 1959. Durante la década de los 60, Latulippe se convirtió en una estrella de la escena del teatro cómico y de cabaret en Montreal mientras comenzaba una exitosa carrera televisiva. En 1967, fundó la "Théâtre des Variétés de Montreal", que fue un éxito de crítica y público con más 7000 funciones. El Variétés funcionó durante 33 años y cerró en 2000. Latulippe se mantuvo muy activo en sus últimos años.
Latulippe fue reconocido con muchos galardones durante su carrera. Recibió el Prix Gémeaux y el Premio MetroStar por su trabajo en televisión, así como tambiémn un Gémeaux en 2007 por toda su carrera. También fue nombrado miembro de la Orden de Canadá (2003), caballero de la Orden Nacional de Quebec (2009) y caballero de la Order of La Pléiade (2000). Murió a causa de un cancer de pulmón en 2014.